# Naoki Mori (fotbollsspelare född 1972)
Naoki Mori (森 直樹 Mori Naoki?), född 5 maj 1972 i Nagasaki prefektur, är en japansk före detta fotbollsspelare.
Mori började sin karriär i Nagoya Grampus Eight. Med Nagoya Grampus Eight vann han japanska cupen 1995. 1996 flyttade han till Vissel Kobe. Efter Vissel Kobe spelade han för Omiya Ardija. Han avslutade karriären 1998.